# Frontera entre Nicaragua i Costa Rica
La frontera entre Nicaragua i Costa Rica és una frontera internacional de 313 km de longitud i en direcció est-oest, que separa el nord del territori Costa Rica de Nicaragua, estenent-se entre les costes del mar Carib (a l'orient) i l'oceà Pacífic (a l'occident). Pansa gairebé directament pel llac de Nicaragua i el riu San Juan.

## Història
Ambdues nacions van integrar les República Federal de Centreamèrica des de 1824 fins a 1838, quan aquesta federació es va dissoldre. A partir d'aquest moment es va crear aquesta frontera.

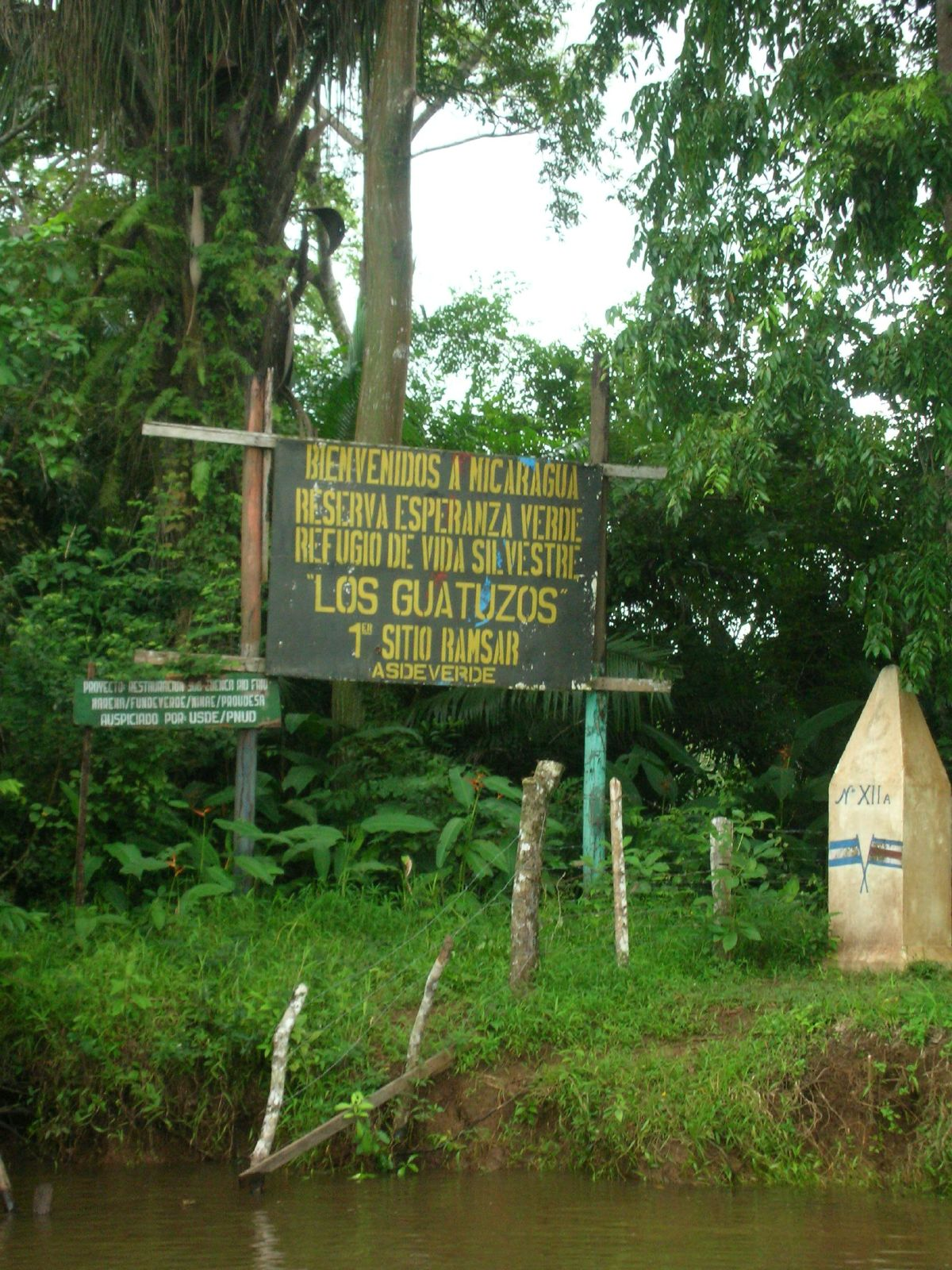
Frontera entre la reserva de Caño Negro a Costa Rica i Los Guatuzos a Nicaragua

Després de la annexió costariquenya de Nicoya en 1824, Nicaragua li va reclamar en reiterades ocasions quest territori. Amb l'objectiu de solucionar aquesta qüestió es van subscriure els tractats Oreamuno-Buitrago (1838), Madriz-Zavala (1846), Molina-Juárez (1848), Molina-Marcoleta (1854), Cañas-Juárez (1857) i Cañas-Martínez (1857), però cap va arribar a ser ratificat, igual que tampoc van donar resultat les proposicions Webster-Crampton (1852).
A l'abril de 1858 el govern nicaragüenc va enviar a Costa Rica al seu Ministre Plenipotenciari Máximo Jerez Tellería amb la finalitat de negociar un nou acord; Costa Rica per la seva banda va designar José María Cañas Escamilla. Finalment el 15 d'abril es va subscriure el Tractat Cañas-Jerez, que va ser aprovat per ajustada majoria al Congrés de Costa Rica i també per l'Assemblea Constituent de Nicaragua. El llavors president de Costa Rica Juan Rafael Mora Porras va viatjar a Rivas (Nicaragua), i en aquesta ciutat va tenir lloc el bescanvi del tractat amb el president d'aquest país, Tomás Martínez Guerrero. Segons el Tractat Cañas-Jerez, el riu San Juan pertany a Nicaragua, inclòs el marge dret, però Costa Rica hi manté drets de navegació comercial (excepte naus de guerra i de policia).
En despuntar la dècada de 1870 Nicaragua va començar a objectar la validesa del Tractat Cañas-Jerez. Per solucionar la disjuntiva es van efectuar les negociacions Herrera-Zavala (1872) i Víquez-Pasos (1886), a més de les signatures dels tractats Zambrana-Álvarez (1883) i Castro-Navas (1884), però no es va aconseguir arribar a un acord. A principis de l'any 1886 va haver-hi una altra agudització de les tensions entre Costa Rica i Nicaragua, i gràcies a la mediació de Guatemala es va aconseguir subscriure una convenció arbitral, que van signar Ascensión Esquivel Ibarra per Costa Rica i José Antonio Román per Nicaragua. En la Convenció Esquivel-Román es va acordar sotmetre la qüestió de la validesa del Tractat Cañas-Jerez a l'arbitratge del president dels Estats Units. El 22 de març de 1888 el President Grover Cleveland va reconèixer la validesa de l'acordo Cañas-Jerez. El Laude Cleveland també va aclarir diversos punts de dubtosa interpretació en el conveni limítrof.
Una demanda de Costa Rica per obtenir drets de navegació per obtenir un control més eficaç de les fronteres està en discussió en la Cort Internacional de Justícia de la Haia . D'altra banda l'illa Calero, que es troba en la desembocadura del riu, va ser objecte d'un litigi entre tots dos països.
En 2010, el viceministre de Relacions Exteriors de Costa Rica, Carlos Roverssi, es va queixar que el mapa publicat per Google Maps a la frontera entre els dos estats tenia errors que van permetre l'entrada del personal militar nicaragüenc a Costa Rica. El mapa de l'Institut Nicaragüenc d'Estudis Territorials (INETER) coincideix amb el de l'Institut Geogràfic Nacional de Costa Rica, tots dos basats en el Tractat Cañas-Jerez signat en 1858 i el Laude Cleveland de 1888.

## Descripció de la frontera
El límit separa, d'est a oest, les següents regions:
- Departaments de Nicaragua: Rio San Juan, Rivas.
- Províncies de Costa Rica: Limón, Heredia, Alajuela i Guanacaste.

La frontera entre tots dos països consisteix en un llarg i trencadís tros que discorre entre tres zones: la costa costanera del Pacífic, la zona del rio Sant Joan i la zona costanera del Carib. Mitjançant el Tractat Canyes-Jerez de 1858 va ser demarcada la frontera actual, definida pels següents punts:
| « | - Part de la punta Castilla en la desembocadura del riu San Juan al mar Carib. - Contínua al llarg de la riba dreta, riu amunt, a un punt a tres milles angleses del fort Castillo Viejo. - Segueix cap a l'oest, fent una corba equidistant d'un radi de tres milles des del fort, i després contínua dues milles angleses al sud de la riba dreta del riu, després contínua dues milles al sud de la riba del llac de Nicaragua abans de trobar-se amb el riu Sapoa. - Finalment la frontera segueix una línia recta fins al centre de badia Salinas a l'oceà Pacífic. | » |